# Trận Lữ Thuận Khẩu
Trận Lữ Thuận Khẩu (tiếng Nhật: 旅順攻囲戦) là một trận đánh lớn trên bộ trong Chiến tranh Trung-Nhật lần thứ nhất. Nó diễn ra vào ngày 21 tháng 11 1894 tại Lữ Thuận Khẩu, Mãn Châu (phương Tây gọi là cảng Arthur, ngày nay thuộc tỉnh Liêu Ninh, Trung Quốc) giữa quân đội Đế quốc Nhật Bản và nhà Thanh Trung Quốc. Trận này đôi khi được các nguồn cũ phương Tây gọi là Trận cảng Arthur.

## Bối cảnh
Sau thất bại tại trận Áp Lục, và sau đó là những cuộc chạm trán nhỏ ở tỉnh Liêu Đông, quân đội Trung Quốc thuộc Lục quân Bắc Dương rút lui đếm bến càng quan trọng và được phòng thủ chặt Lữ Thuận Khẩu, tên phương Tây là cảng Arthur. Lữ Thuận Khẩu được phòng thủ bởi địa hình đồi núi và tăng cường bằng công sự và pháo binh mạnh, và được coi là pháo đài bất khả xâm phạm.

## Trận đánh
Một bộ phận của Tập đoàn quân số 2 Lục quân Đế quốc Nhật Bản, do Nguyên soái lục quân Oyama Iwao và bao gồm Sư đoàn địa phương số 1 (Tokyo) của Trung tướng Nam tước Yamaji Motoharu, và lữ đoàn số 12 của Sư đoàn địa phương số 6 (Kumamoto) đã đổ bộ xuống Pi-tse-wo (ngày nay là Pikou, tỉnh Liêu Ninh, Trung Quốc) ngày 24 tháng 10 1894. Quân Nhật tiến nhanh tới Lữ Thuận, chiếm thành Kinchow (ngày nay là Cái Huyện, tỉnh Liêu Ninh) ngày 6 tháng 11 1894, và thành phố cảng Đại Liên ngày 7 tháng 11 1894.
Cuộc tấn công vào Lữ Thuận Khẩu bắt đầu sau nửa đêm ngày 21 tháng 11 1894. Dưới hỏa lực mạnh, quân Nhật đột chiếm tất cả các công sự phòng thủ trên đất liền trước trưa ngày hôm sau. Các công sự phòng thủ trên bờ biển giữ được lâu hơn một chút, nhưng cái cuối cùng cũng mất về tay quân Nhật trước 5 giờ chiều. Trong đêm này 22 tháng 11 năm 1894, quân phòng ngự Trung Quốc còn lại bỏ vị trí của mình, bỏ lại 57 pháo lớn và 163 pháo nhỏ.
Khi quân Nhật tiến vào thành phố, họ bắn vào các ngôi nhà mà lính Trung Quốc trú ẩn và mặc thường phục để lẫn vào dân chúng. Quân Nhật đáp lại bằng cách tìm kiếm từng nhà, giết nhiều đàn ông kháng cự lại họ.
Thương vong của Trung Quốc được dự đoán là 4000 chết. Quân Nhật chỉ mất 29 người, bị thương 233 người.

## Sau trận đánh

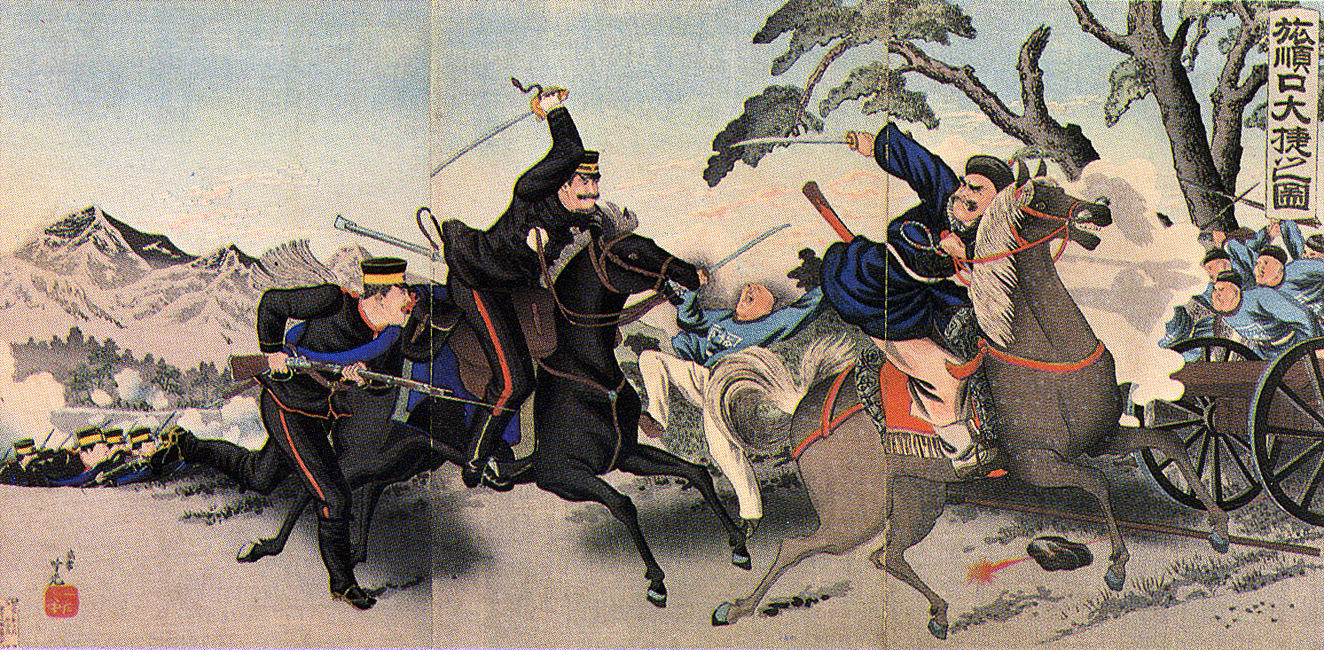
Cảnh trận Lữ Thuận Khẩu. Ukiyoe của Adachi Ginko vào tháng 11 năm 1894

Phóng viên của một tờ báo phương Tây tại Lữ Thuận Khẩu đã ghi lại một cuộc thảm sát lớn thường dân Trung Quốc bởi quân đội Nhật chiến thắng, được cho là để đáp trả việc quân Trung Quốc đã giết các tù binh chiến tranh Nhật tại Pyongyang và các nơi khác. Báo cáo này gây ra nhiều tranh cãi, vì rất nhiều phóng viên khác vào thời điểm đó cho rằng không xảy ra sự kiện nào như thế. Dù thế nào chăng nữa, câu chuyện về cuộc thảm sát nhanh chóng lan rộng trong công chúng phương Tây, làm tổn hại đến hình ảnh của nước Nhật và gần như làm tan vỡ nỗ lực của Nhật Bản nhằm tái đàm phán các hiệp ước bất bình đẳng với Hoa Kỳ. Sự kiện không được chứng minh này được biết đến rộng rãi với cái tên Lữ Thuận Đại đồ sát.